# Ed Begley Jr.
Edward „Ed” James Begley Jr (ur. 16 września 1949 w Los Angeles) – amerykański aktor, producent i reżyser, ekolog.
Wyreżyserował dwa odcinki serialu kryminalnego Nowojorscy gliniarze (NYPD Blue, 2003, 2005).

## Życiorys

### Wczesne lata
Urodził się w Los Angeles w stanie Kalifornia w rodzinie rzymskokatolickiej jako syn pary aktorskiej Edwarda Jamesa, laureata Oscara za rolę drugoplanową w filmie Słodki ptak młodości, i Allene Jeanne (z domu Sanders) Begleyów. Jego ojciec był pochodzenia irlandzkiego, a matka miała korzenie angielskie i niemieckie. Dorastał ze starszą siostrą Allene Johanną (ur. 1948) w Buffalo. Uczęszczał do prywatnej szkoły katolickiej Stella Niagara Education Park Cadet School w Lewiston w hrabstwie Niagara. W 1962 roku jego rodzina powróciła do Kalifornii. Naukę kontynuował w Van Nuys High School, katolickiej szkole średniej Notre Dame High School w Sherman Oaks i Los Angeles Valley College w North Hollywood. Uczył się aktorstwa pod kierunkiem Peggy Fuery.

### Kariera
Swoją karierę zawodową rozpoczął od gościnnego występu w sitcomie CBS Moi trzej synowie (My Three Sons, 1967) z Fredem MacMurrayem. Dwa lata potem wystąpił jako student w komedii familijnej fantasy Komputer w tenisówkach (The Computer Wore Tennis Shoes, 1969) z Kurtem Russellem i Cesarem Romero. Można go było dostrzec w sitcomie NBC Bill Cosby Show (1971) oraz w serialach: NBC Ironside (1972), ABC Starsky i Hutch (1976), operze mydlanej Syndicated Mary Hartman, Mary Hartman (1976), CBS Wonder Woman (The New Adventures of Wonder Woman, 1977), NBC Columbo (1978), science fiction NBC Battlestar Galactica (Battlestar Galactica, 1979) jako chorąży Greenbean i ABC Aniołki Charliego (1979), a także w sitcomie CBS M*A*S*H (1979) jako szeregowy Paul Conway. W biograficznym dramacie telewizyjnym Elvis (1979) z Kurtem Russellem w reżyserii Johna Carpentera wystąpił jako muzyk D.J. Fontana.
Za rolę nieudolnego, ale poważnego doktora Victora Ehrlicha w serialu NBC St. Elsewhere (1982–1988) zdobył sześć kolejnych nominacji do nagrody Emmy (1982, 1983, 1984, 1985, 1986 i 1987) i Złotego Globu dla najlepszego aktora drugoplanowego w serialu, miniserialu lub filmie telewizyjnym (1986). Grywał też gościnnie w serialu Showtime Legenda o Sennej Kotlinie (The Legend of Sleepy Hollow: Shelley Duvall's Tall Tales & Legends, 1986) jako Ichabod Crane, sitcomie NBC Parenthood (1990), operze mydlanej  NBC Winnetka Road (1994) i sitcomie CBS Meego (1997). W 1995 roku na Off-Broadwayu grał postać Dela w spektaklu Kryptogram na scenie American Repertory Theatre w Bostonie i nowojorskim thenWestside Theatre/Upstairs.
Na kinowym ekranie pojawił się w filmach: Eating Raoul (1982) z Mary Woronov, Oto Spinal Tap (This Is Spinal Tap, 1984) jako perkusista, który umiera w dziwacznym wypadku z Fran Drescher i Billym Crystalem, Przypadkowy turysta (The Accidental Tourist) Lawrence’a Kasdana jako brat bohatera granego przez Williama Hurta, Diablica (She-Devil, 1989) z Meryl Streep i Roseanne Barr, Scenes from the Class Struggle in Beverly Hills (1989) z Jacqueline Bisset i Rayem Sharkeyem, Całuję czułki, pani Applegate (Meet the Applegates, 1991) z Stockard Channing i Dabneyem Colemanem,  Sknerus (Greedy, 1994) jako jeden z krewnych dziedziczący spadek po Kirku Douglasie, I kowbojki mogą marzyć (Even Cowgirls Get the Blues, 1994) Gusa Van Santa oraz Batman Forever (1995) Joela Schumachera.
31 października 1976 poślubił Ingrid Margaret Taylor, z którą miał syna Nicholasa Taylora (ur. 4 stycznia 1979). Rozwiedli się w październiku 1989. Od roku 1990 do marca 1991 spotykał się z Annette Bening. W sierpniu 1993 związał się z Rachelle Carson. Pobrali się 23 sierpnia 2000 w Las Vegas.
Jest zdeklarowanym demokratą. Jego zainteresowania to: stolarstwo, organiczne ogrodnictwo i ekologia.

## Filmografia

### Obsada

#### Filmy fabularne
- 1978: Niebieskie kołnierzyki (Blue Collar) jako Bobby Joe
- 1982: Ludzie-koty (Cat People) jako Joe Creigh
- 1984: Protokół (Protocol) jako pan Hassler
- 1984: Ulice w ogniu (Streets of Fire) jako Ben Gunn
- 1985: Transylvania 6-5000 jako Gil Turner
- 1987: Amazonki z Księżyca (Amazon Women on the Moon) jako syn niewidzialnego człowieka
- 1988: Przypadkowy turysta (The Accidental Tourist) jako Charles Leary
- 1989: Diablica (She-Devil) jako Bob
- 1994: I kowbojki mogą marzyć (Even Cowgirls Get the Blues) jako Rupert
- 1994: Władca Ksiąg (The Pagemaster) jako Alan Tyler
- 1994: Sknerus (Greedy) jako Carl McTeague
- 1995: Batman Forever jako Fred Stickley
- 1998: Rodzina Addamsów: Zjazd rodzinny (Addams Family Reunion) jako Phillip Adams
- 2003: Koncert dla Irwinga (A Mighty Wind) jako Lars Olfen
- 2008: Boski chillout (Pineapple Express) jako Robert
- 2009: Co nas kręci, co nas podnieca (Whatever Works) jako John Celestine
- 2008: Pozycja obowiązkowa (Book Club) jako Tom

#### Filmy TV
- 1979: Elvis jako D.J. Fontana
- 1982: Nie taki zwykły romans (Not Just Another Affair) jako Warren Krantz
- 1996: Projekt ALF (Project: ALF) jako Warner
- 2008: Decydujący głos (Recount) jako David Boies

#### Seriale
- 1971: Bill Cosby Show jako student
- 1972: Ironside jako Jimmy Sanders
- 1976: Starsky i Hutch (Starsky and Hutch) jako Harv Schwab
- 1978: Gwiazda bojowa Galaktyka (Battlestar Galactica) jako chorąży Greenbean
- 1978: Columbo jako oficer Stein
- 1979: Aniołki Charliego (Charlie’s Angels) jako Kenny
- 1979: Gwiazda bojowa Galaktyka (Battlestar Galactica) jako chorąży Greenbean
- 1979: M*A*S*H jako szeregowy Paul Conway
- 1984: Statek miłości (The Love Boat) jako Allan Bundy
- 1993: Opowieści z krypty (Tales from the Crypt) jako Judd Campbell
- 1994: Columbo jako Irving Krutch
- 1996: Dotyk anioła (Touched by an Angel) jako Chris Carpenter
- 1997: Pomoc domowa (The Nanny) jako Tom Rosenstein
- 1997: Meego jako doktor Edward Parker
- 1997: Sabrina, nastoletnia czarownica (Sabrina, the Teenage Witch) jako pan James T. Rothwell
- 1999: Kancelaria adwokacka (The Practice) jako dr Foster
- 1999–2003: Siódme niebo (7th Heaven) jako dr Hank Hastings
- 2000: Powrót do Providence (Providence) jako Chuck Chance
- 2001: Sześć stóp pod ziemią (Six Feet Under) jako Hiram Gunderson
- 2001: Prezydencki poker (The West Wing) jako Seth Gillette
- 2002: Hoży doktorzy (Scrubs) jako dr Bailey
- 2005: Sześć stóp pod ziemią (Six Feet Under) jako Hiram Gunderson
- 2005–2006: Bogaci bankruci (Arrested Development) jako Stan Sitwell
- 2006: Orły z Bostonu (Boston Legal) jako Clifford Cabot
- 2006: Las Vegas jako pan Grimaldi
- 2006–2007: Weronika Mars (Veronica Mars) jako Cyrus O’Dell
- 2007: Orły z Bostonu (Boston Legal) jako Clifford Cabot
- 2007: CSI: Kryminalne zagadki Miami (CSI: Miami) jako Supervisor O' Shay
- 2008–2009: Rozwodnik Gary (Gary Unmarried) jako dr Walter Krandall
- 2009: Hannah Montana (sezon 3) jako Woody
- 2009: Suite Life: Nie ma to jak statek (The Suite Life on Deck) jako major Ragnar
- 2009: Detektyw Monk (Monk) jako dr Malcolm Nash
- 2010–2011: Big Time Rush w roli samego siebie
- 2016–2017: Lady Dynamite jako Joel Bamford
- 2017: Future Man jako Gabe Futturman
- 2017: Grace i Frankie (Grace and Frankie) jako Mark
- 2017–2018: Trzy razy ja (Me, Myself & I) jako dorosły Justin
- 2017–2020: Pohamuj entuzjazm (Curb Your Enthusiasm) jako dr Winocur
- 2018: Love jako Mark Cruikshank
- 2018: Starszaki (The Cool Kids) jako Karl
- 2018–2019: Współczesna rodzina (Modern Family) jako Jerry
- 2019–2020: Greenowie w wielkim mieście (Big City Greens) jako pan Whistler
- 2019–2020: Kochany bajzel (Bless This Mess)  jako Rudolph „Rudy” Longfellow
- 2019–2024: Młody Sheldon (Young Sheldon) jako dr Grant Linkletter

### Dubbing
- 1981: Smerfy (Smurfs)
- 1982: Oficer i dżentelmen (An Officer and a Gentleman) – głos instruktora
- 1982: Richie Rich
- 1992: Batman jako Charlie Collins, Germs
- 1992, 1993: Kapitan Planeta i planetarianie (Captain Planet and the Planeteers) jako Preston / Zoning Commissioner
- 1994: Magiczny autobus jako Logaway Larry
- 1995: Duckman jako Barry Brittle
- 1996: Opowieści z księgi cnót (Adventures from the Book of Virtues) jako Wilhelm Tell
- 1999, 2009: Simpsonowie (The Simpsons) w roli samego siebie
- 2000: Batman przyszłości jako dr Peter Corso
- 2008: Wyprawa na Księżyc 3D (Fly Me To The Moon) jako Poopchev
- 2008: Wymiennicy (The Replacements) w roli samego siebie
- 2010: Żółwik Sammy (A Turtle’s Tale: Sammy’s Adventures) jako pracownik GreenPeace
- 2021: SpongeBob Kanciastoporty jako Rock T. Puss

## Nagrody
| Rok  | Nagroda                                   | Kategoria                               | Film                       |
| ---- | ----------------------------------------- | --------------------------------------- | -------------------------- |
| 2004 | Nagrody Koła Krytyków Filmowych z Florydy | Najlepszy zespół obsady                 | Koncert dla Irwinga (2003) |
| 2010 | Nagroda Streamingu                        | Najlepsza obsada w serialu internetowym | Easy to Assemble (2008)    |